# Čečejovce
Čečejovce es un municipio del distrito de Košice-okolie en la región de Košice, Eslovaquia, con una población estimada, a finales del año 2020, de 2176 habitantes. 
Se encuentra ubicado en el centro de la región, en la cuenca hidrográfica del río Sajó (afluente derecho del Tisza) y cerca de la frontera con la región de Prešov y con Hungría.

## Demografía
| Año        | 1994 | 2004    | 2014    | 2024    |
| ---------- | ---- | ------- | ------- | ------- |
| Población  | 1874 | 1946    | 2105    | 2119    |
| Diferencia |      | +3,84 % | +8,17 % | +0,66 % |

| Año        | 2023 | 2024    |
| ---------- | ---- | ------- |
| Población  | 2112 | 2119    |
| Diferencia |      | +0,33 % |